# Speonomus fagniezi
Speonomus fagniezi es una especie de escarabajo del género Speonomus, familia Leiodidae. Fue descrita por René Gabriel Jeannel en 1910. Se encuentra en Francia